# Bezsenność (album)
Bezsenność (...wierzę, że moja Bezsenność będzie twoja...) – czwarty album studyjny zespołu Oddział Zamknięty, wydany w 1995 roku nakładem wydawnictwa Ania Box Music. Album jest utrzymany w stylistyce pop-rockowej, lecz wiele utworów na nim zawartych oscyluje wokół blues rocka. Utwór tytułowy nawiązuje do postaci zmarłego tragicznie Ryszarda Riedla.
W ramach promocji albumu wydano singiel zawierający utwory „Nikt nie zauważy... kiedy wyjdę” oraz „Drzewa”.

## Lista utworów
1. „Mam swoje nic” – 3:10
2. „W deszczu łez” – 4:09
3. „Wierzę, że moja bezsenność będzie twoja...” – 6:16
4. „1987? Pamiętam” – 4:29
5. „Nikt nie zauważy, kiedy wyjdę” – 4:09
6. „Drzewa” – 4:50
7. „Ból” – 6:37
8. „Czyjaś dziewczyna” – 5:22
9. „Jesień” – 4:51
10. „Televisor” – 3:48
11. „Do...” – 2:34

## Twórcy
- Jarosław Wajk – śpiew
- Wojciech Łuczaj-Pogorzelski – gitara prowadząca
- Krzysztof Zawadka – gitara
- Waldemar Kuleczka – gitara basowa
- Jarosław Szlagowski – perkusja

gościnnie
- Paweł Borzym – instrumenty klawiszowe
- Andrzej Gozdecki – saksofon altowy
- Wojciech Kowalewski – instrumenty perkusyjne
- Paweł Kraski – trąbka
- Dariusz Sarniak – puzon
- Tomasz Spodyniuk – harmonijka ustna, instrumenty klawiszowe
- Bronisław Zawaliński – saksofon tenorowy